# Anton Martin Magelssen
Anton Martin Magelssen, född 10 oktober 1848 i Austre Moland, död 1935, var en norsk läkare. 
Magelssen tog medicinsk examen och bosatte sig i Kristiania. Han var assistentläkare vid Sandefjord bad 1880–81 och överläkare vid Hankø bad 1882–90. 
Utgående från äldre tiders föreställningar om Genius epidemiens ägnade han ett betydande arbete åt att utreda förhållandet mellan sjukdomar och meteorologiska fenomen, men skrev dessutom en del hygieniska avhandlingar. Mest kända är Om Sygdommenes Afhængighed af Vejrliget (1889, på tyska 1890), Wetter und Krankheit (1894–1906) och några avhandlingar över Norges alpina och subalpina klimat, som förutsättning för kurvistelse.